# Рік Джордан
Рік Джордан (англ. Rick J. Jordan) (народився 1 січня 1968 в Ганновері, Німеччина), справжнє ім'я — Гендрік Штедлер (нім. Hendrik Stedler) — німецький музикант.
Входив до складу німецького техно гурту Scooter з 1993 по 24 січня 2014 року.
У п'ять років почав вчитися грати на фортепіано, а завершив навчання як звуковий міксер.
В гурті Scooter він відповідав за звук, був основним композитором.
Зараз мешкає в Гамбурзі.